# The Perfume Shop
The Perfume Shop (littéralement « Le Magasin de parfums » en anglais) est une chaîne de parfumeries britannique créée en 1992, opérant au Royaume-Uni et en Irlande. Elle est une des plus importantes enseignes de parfumeries au Royaume-Uni.